# Pajkrův dub v Telecí
Pajkrův dub je rodový památný strom, který roste v dolní části obce Telecí při vstupu do údolí Svratky asi 5 km západně od města Polička v okrese Svitavy při žluté turistické značce.

## Základní údaje
- název: Pajkrův dub
- výška: 25 m, 24 m[1]
- obvod: 545 cm (2003)[2], 550 cm[1]
- věk: přes 300 let[3], 500 let[2]

## Památné a významné stromy v okolí
- asi 2,5 km severně se nachází památná Lukasova lípa v Telecí
- 8 km severovýchodně rostla naše nejvyšší jedle – Vopařilova jedle
- Lípa v Pusté Rybné
- Drašarova lípa